# Robert D. Hales
Robert Dean Hales (* 24. August 1932 in New York City, New York; † 1. Oktober 2017 in Salt Lake City, Utah) war bis zu seinem Tod ein Apostel der Kirche Jesu Christi der Heiligen der Letzten Tage und seit 1994 Mitglied des Kollegiums der Zwölf Apostel.

## Leben
Hales wuchs in New York City als jüngstes von drei Geschwistern auf. Er studierte an der University of Utah. Nach Beendigung seines Studiums 1954 diente er für dreieinhalb Jahre in der U.S. Air Force als Pilot. Im Anschluss nahm er sein Studium wieder auf und besuchte die Harvard University, wo er 1960 einen Master of Business Administration erhielt.
Hales war ein aktives Kirchenmitglied. So überraschte es nicht, dass er am 4. April 1975 schließlich zum Assistenten des Kollegiums der Zwölf Apostel berufen wurde. 1976 wechselte er in das Erste Kollegium der Siebzig. Daneben war er von 1978 bis 1979 Präsident der England-London-Mission. Von April 1985 bis April 1994 war er Presiding Bishop der Kirche. Am 2. April 1994 wurde Hales von Ezra Taft Benson zum Apostel der Kirche Jesu Christi der Heiligen der Letzten Tage berufen und trat damit in das Kollegium der Zwölf Apostel ein, wo er den im Februar 1994 verstorbenen Apostel Marvin J. Ashton ersetzte.
Hales ist seit 1953 verheiratet und hat zwei Söhne.

## Veröffentlichungen
- Return : four phases of our mortal journey home (2010, Deseret Book, ISBN 978-1-57008-769-1)